# Kiseljak
Kiseljak è un comune della Federazione di Bosnia ed Erzegovina situato nel Cantone della Bosnia Centrale con 21.919 abitanti al censimento 2013.
È situato nella valle dei fiumi Fojnička, Lepenica e Kreševka, tutti affluenti del Bosna.